# Constantin Ursache
Constantin Ursache (n.  ?) a fost un pilot român de aviație, as al Aviației Române din cel de-al Doilea Război Mondial.
Adjutantul stagiar av. Constantin Ursache a fost decorat cu Ordinul Virtutea Aeronautică cu spade, clasa Cavaler (6 octombrie 1944).

## Decorații
- Ordinul „Virtutea Aeronautică” cu spade, clasa Cavaler (6 octombrie 1944)[1]